# Johnnie Walker
A Johnnie Walker egy skót whiskymárka, tulajdonosa a Diageo. A név alatt kevert whiskyket és egy kevert malátawhiskyt forgalmaznak. A Johnnie Walker jelenleg a legszélesebb körben forgalmazott skót whisky a világon, több mint 200 országban, mintegy évi 130 millió eladott üveget forgalmaznak.

## Történelem
Eredeti neve: Walker’s Kilmarnock Whisky. A ma ismert márkanév John "Johnnie" Walker hagyatéka. 1820-ban a skóciai East Ayrshire-ben található Kilmarnockban alapította John "Johnnie" Walker, aki maga is a város szülötte volt. Az élelmiszerboltjában kezdett whiskyt árulni a skóciai Kilmarnock városában. A márka hamar ismertté vált, de amikor John Walker 1857-ben meghalt, fia Alexander Walker és unokája Alexander Walker II voltak azok, akinek köszönhetően ez a Scotch széles körben ismertté vált. John Walker ideje alatt a whisky értékesítés a vállalkozás bevételének 8%-át adta, mire Alexander Walker a vállalkozást fiai irányítására bízta ez a bevétel 90-95% között volt.
1860-ig a kevert whisky árusítása illegális volt. John Walker ez idő alatt több whiskyt is eladott, főleg saját Walker's Kilmarnockját. Még ugyanebben az évben, Alexander Walker bevezette az azóta már ikonikussá vált, négyzet alakú üvegpalackot. Ezzel csökkentette a törött üvegek számát és elérte, hogy több üveg férjen el ugyanabban a térben. Másik fontos jellemzője a palackon található címke, melyet 24 fokos szögben, döntve helyeznek el az üvegen. A döntött címke lényege, a nagyobb és látványosabb szöveg. 1865-ben alkotta meg az első keveréket, a Walker's Old Highlandet.
1906-tól 1909-ig John Walker unokái, George és Alexander II is bővítette a sort és megalkották a színes neveket. 1908-ban, amikor James Stevenson volt az ügyvezető igazgató, újra alkották a márkát. Az új név a Walker's Kilmarnock Whiskiesből, Johnnie Walker Whisky lett. Emellett megszületett a szlogen „Born 1820 - Still going Strong!” (Született 1820 - Továbbra is erősen halad!), megalkotva ezzel egy időben az alkotó tiszteletére ugyanúgy elnevezett Sétáló Embert, amelyet a reklámokban a mai napig használnak.
A Johnnie Walker White teljesen eltűnt az első világháború ideje alatt. 1932-ben Alexander II a választékhoz adta a Johnnie Walker Swinget, nevét a szokatlan formájú üvegről kapta, amely lehetővé tette, hogy előre és hátra dölöngéljen, swingeljen.
A cég 1925-ben csatlakozott a Distillers Companyhoz. A lepárlót 1986-ban a Guinness szerezte meg és egyesülve a Grand Metropolitannel, 1997-ben megalakult a Diageo.
A Johnnie Walker whiskyt már évek óta nem Kilmarnockban keverik. A régi vámszabad raktárak és vállalati irodák (jelenleg önkormányzati épületek) még ma is megtalálhatóak a Strand Streeten és a John Finnie Streeten.

## Keverékek
Jelenleg hét különböző keverék ismert (sorrendben a legolcsóbbtól a legdrágábbig):
- Red & Cola – Red Label és kóla keveréke, amit dobozban és sörösüveg alakú üvegben árusítanak. Forgalmazzák még „Premix” és „One” név alatt.
- Johnnie Walker Red Label – gabona- és malátawhisky keveréke (blended whisky), a cég legkelendőbb terméke. 1909-et megelőzően az Extra Special Old Highland Whisky megjelölést viselte. 40% alkoholtartalmú.
- Johnnie Walker Black Label – 12 évig érlelt keverék. Egyes anekdoták szerint ez volt Sir Winston Churchill kedvence. 40% alkoholtartalmú.
- Johnnie Walker Double Black Label - a Johnnie Walker whisky család új terméke. Gerince a Black Label, melyhez erősen tőzeges jellegű malátawhisky-t és idősebb tölgyfahordóban érlelt whisky-t kevernek.
- Johnnie Walker Green Label – egy körülbelül 15 különböző malátafajtát tartalmazó (blended malt) whisky, amit a Talisker, Cragganmore, Linkwood, és Caol Ila szeszfőzdék szállítanak többek között – 15 éves. 43% alkoholtartalmú.
- Johnnie Walker Swing – a különleges „hasas” alakú üvegéről nevezték el, amely ide-oda tud himbálózni. Ez volt Sir Alexander Walker utolsó keveréke: nagy arányban található benne Speyside maláta keverve az északi Highlands-ről és Islay-ről származó malátával. „Majdnem olyan édes, mint egy bourbon.”
- Johnnie Walker Gold Label – ritka keverék, több mint 15 féle malátát tartalmaz, többek között az ital lelkét jelentő nagyon ritka Clynelish maláta. Ez a whisky Sir Alexander Walker (a cégalapító unokája) eredeti receptje alapján készült. A Johnnie Walker létezésének 100 éves évfordulóját kívánta ezzel a keverékkel megünnepelni. Az I. világháború után a szükséges maláták hiánya meghiúsította erőfeszítéseit. 1950-ben Sir Alexander naplója nyomán tiszteletadásképpen el akarták készíteni, de a II. világháború után utánpótlási nehézségek akadályoztatták. Ma korlátozott készletek állnak rendelkezésre a hozzá való, de nagyon ritka malátákból. Ez a centenáriumi keverék végül Gold Label néven került forgalomba. 40% alkoholtartalmú.
- Johnnie Walker Platinum Label - a család 18 évig érlelt magánkeveréke. Az ázsiai piacon jelent meg. 40% alkoholtartalmú.
- Johnnie Walker Blue Label – Az alapsorozat legritkább tagja. Minden üveg selyemdobozba van csomagolva, egyedi sorszámmal és hitelességi igazolással bír. Korjelölés nélkül palackozzák, 40% alkoholtartalommal.

| Kor                     | 1865–1905             | 1906–1908                  | 1909–1911                  | 1912–1931                  | 1932–1991                  | 1992–1996                  | 1997–                      | Jelenleg                    |
| ----------------------- | --------------------- | -------------------------- | -------------------------- | -------------------------- | -------------------------- | -------------------------- | -------------------------- | --------------------------- |
| fiatal (keverék)        |                       | Old Highland               | Johnnie Walker White Label |                            |                            |                            |                            | Johnnie Walker Premix / One |
| nincs megadva (keverék) |                       | Special Old Highland       | Johnnie Walker Red Label   | Johnnie Walker Red Label   | Johnnie Walker Red Label   | Johnnie Walker Red Label   | Johnnie Walker Red Label   | Johnnie Walker Red Label    |
| 12 (keverék)            | Walker’s Old Highland | Extra Special Old Highland | Johnnie Walker Black Label | Johnnie Walker Black Label | Johnnie Walker Black Label | Johnnie Walker Black Label | Johnnie Walker Black Label | Johnnie Walker Black Label  |
| nincs megadva (blended) |                       |                            |                            |                            | Johnnie Walker Swing       | Johnnie Walker Swing       | Johnnie Walker Swing       | Johnnie Walker Swing        |
| 15 (különleges keverék) |                       |                            |                            |                            |                            |                            | Johnnie Walker Green Label | Johnnie Walker Green Label  |
| 15/18 (keverék)         |                       |                            |                            |                            |                            | Johnnie Walker Gold Label  | Johnnie Walker Gold Label  | Johnnie Walker Gold Label   |
| nincs megadva (keverék) |                       |                            |                            |                            |                            | Johnnie Walker Blue Label  | Johnnie Walker Blue Label  | Johnnie Walker Blue Label   |